# آرتس (کمون)
آرتس (به فرانسوی: Arthès) یک کمون در فرانسه است که در canton of Albi-Nord-Est واقع شده‌است. آرتس ۱۰٫۰۱ کیلومتر مربع مساحت دارد ۱۵۰ متر بالاتر از سطح دریا واقع شده‌است.